# M/V Titus
M/V Titus är ett PCTC-fartyg byggt för Walleniusrederierna.
Fartyget sattes i trafik för Walleniusrederierna hösten 1994. Våren 2006 såldes hon till Interocean Amercian Shipping i USA. Fartyget är omdöpt till Indepence II.
Indepence II är systerfartyg med Boheme, Don Juan, Don Pasquale, Don Qarlos, Don Quijote, Elektra, Manon, Mignon, Turandot och Undine.